# Tigran Vardan Martirosyan
Tigran Vardan Martirosyan (in armeno Տիգրան Վարդան Մարտիրոսյան?; 3 marzo 1983) è un sollevatore armeno.

## Palmarès
Olimpiadi
- 1 medaglia:
  - 1 argento (Pechino 2008 nei -85 kg)

Mondiali
- 1 medaglia:
  - 1 bronzo (Santo Domingo 2006 nei -85 kg)

Europei
- 1 medaglia:
  - 1 oro (Lignano Sabbiadoro 2008 nei -85 kg)